# Células Caco-2

Micrografía de contraste de fase de células Caco-2 confluentes.

Caco-2 es una línea de células inmortalizadas  de adenocarcinoma colorrectal humano. Se utiliza principalmente como modelo de la barrera epitelial intestinal. En cultivo, las células Caco-2 se diferencian espontáneamente en una mezcla heterogénea de células epiteliales intestinales. Fue desarrollado en 1977 por Jorgen Fogh en el Instituto Sloan-Kettering para la Investigación del Cáncer.

## Historia
La aplicación de las células Caco-2 en la investigación fue pionera a fines de la década de 1980 por Ismael Hidalgo, que trabajaba en el laboratorio de Ron Borchardt en la Universidad de Kansas, y Tom Raub, que estaba en la Upjohn Company en ese momento. Después de trabajar en SmithKline Beecham y Rhone-Poulenc Rorer, Hidalgo fue cofundador de una empresa, en 1996, donde permanece como científico jefe.

## Característica
Aunque derivan de un carcinoma de colon (intestino grueso), cuando se cultivan en condiciones específicas, las células se diferencian y polarizan de manera que su fenotipo, morfológica y funcionalmente, se asemeja a los enterocitos que recubren el intestino delgado. Las células Caco-2 expresan uniones estrechas, microvellosidades y una serie de enzimas y transportadores que son característicos de dichos enterocitos: peptidasas, esterasas, glucoproteína P, transportadores de captación de aminoácidos, ácidos biliares, ácidos carboxílicos, etc.

## Aplicaciones de investigación
Cuando se observan microscópicamente cultivos de células Caco-2, es evidente incluso mediante inspección visual que las células son heterogéneas. A lo largo de los años, las características de las células utilizadas en diferentes laboratorios de todo el mundo han divergido significativamente, lo que dificulta la comparación de resultados entre laboratorios. A pesar de tal heterogeneidad, las células Caco-2 han encontrado aplicaciones en estudios de invasión celular, investigación de transfección viral y transporte de lípidos.
Las células Caco-2 se utilizan más comúnmente no como células individuales, sino como una monocapa confluente en un filtro de inserción de cultivo celular (por ejemplo, Transwell). Cuando se cultivan en este formato, las células se diferencian para formar una monocapa de células epiteliales polarizadas que proporciona una barrera física y bioquímica al paso de iones y moléculas pequeñas. La monocapa de Caco-2 se usa ampliamente en la industria farmacéutica como modelo in vitro de la mucosa del intestino delgado humano para predecir la absorción de medicamentos administrados por vía oral con diferentes kits como CacoReady. La correlación entre la permeabilidad aparente in vitro (P¬app) a través de las monocapas de Caco-2 y la fracción absorbida in vivo (fa) está bien establecida. Diagrama de Transwell

## Otras lecturas
- Artursson P, Palm K, Luthman K (March 2001). «Caco-2 monolayers in experimental and theoretical predictions of drug transport». Advanced Drug Delivery Reviews 46 (1–3): 27-43. PMID 11259831. doi:10.1016/S0169-409X(00)00128-9.
- Shah P, Jogani V, Bagchi T, Misra A (2006). «Role of Caco-2 cell monolayers in prediction of intestinal drug absorption». Biotechnology Progress 22 (1): 186-98. PMID 16454510. doi:10.1021/bp050208u.